# Stepove, raionul Mîkolaiiv, regiunea Mîkolaiiv
Stepove (în ucraineană Степове) este localitatea de reședință a comunei Stepove din raionul Mîkolaiiv, regiunea Mîkolaiiv, Ucraina.

## Demografie
Componența lingvistică a localității Stepove
     Ucraineană (94,17%)
     Rusă (5,24%)
     Alte limbi (0,58%)
Conform recensământului din 2001, majoritatea populației localității Stepove era vorbitoare de ucraineană (94,17%), existând în minoritate și vorbitori de rusă (5,24%).